# 普通輝石
普通輝石（ふつうきせき、augite、オージャイト）は、鉱物の一種（ケイ酸塩鉱物）。カルシウムを含む単斜輝石。
化学組成は (Ca,Mg,Fe)2Si2O6 で、カルシウムの割合が小さくなるとピジョン輝石になる。
火成岩や変成岩に広く産する造岩鉱物。短柱状の結晶。
火成岩以外にはほとんど含まれず，変成岩ではまれに高温でできたグラニュライトに含まれる程度。